# Mattingley
Mattingley är en civil parish i Storbritannien.   Den ligger i grevskapet Hampshire och riksdelen England, i den södra delen av landet, 60 km väster om huvudstaden London. Antalet invånare är 594. Arean är 10,3 kvadratkilometer.
Terrängen i Mattingley är platt.